# Spindelapparat
Der Spindelapparat einer Kernteilungsspindel ist eine zelluläre Struktur aus vielen Spindelfasern und bildet sich während der Mitose und der Meiose für die Teilung des Zellkerns aus. Die Spindelfasern bestehen wiederum aus winzigen Röhren, den sogenannten Mikrotubuli.

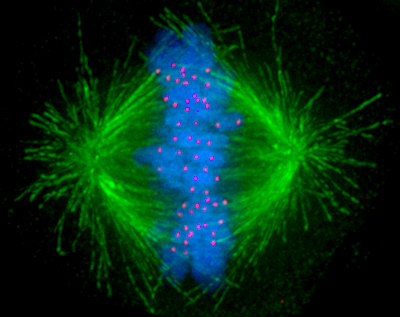
Mikroskopische Aufnahme während der Metaphase einer Mitose – die verschiedenen Mikrotubuli des Spindelapparates sind in grün dargestellt, kondensierte Chromosomen in blau, Kinetochoren in rosa.

Mikrotubuli sind Strukturen, die sich aus dem Protein Tubulin zusammensetzen und für die Ausbildung des Spindelapparats wichtig sind. Sie können zwischen den Phasen des Wachstums und des Zerfalls hin- und herwechseln; die Zelle nutzt diese Eigenschaft bei der Ausbildung der Kernteilungsspindel. Der Spindelapparat bildet zwei Pole in einer Zelle aus, von denen sternförmig Mikrotubuli entspringen. Die Mikrotubuli binden an die Kinetochoren der Zwei-Chromatiden-Chromosomen der Zelle und spielen eine wichtige Rolle bei der Trennung der Schwesterchromatiden, die als Tochterchromosomen zu gleichen Teilen auf die beiden neu entstehenden Kerne von Tochterzellen aufgeteilt werden.
Es gibt drei Organisationstypen, zu denen sich Mikrotubuli der Spindelfasern zusammenschließen:
- Polare Mikrotubuli nennt man Mikrotubuli, die von den Polen ausgehend bis weit über die Äquatorialebene hinausreichen können. Sie überlappen einander, so dass es lichtmikroskopisch aussieht, als ob sie von Pol zu Pol reichten (englisch overlap-microtubuli).
- Kinetochor-Mikrotubuli setzen an den Kinetochoren an – den Proteinstrukturen, die dem Zentromer eines Chromosoms aufsitzen – und reichen bis in die Nähe der Pole oder sind mit den polaren Mikrotubuli assoziiert.
- Astrale Mikrotubuli hingegen bilden einen Stern um die Pole und nehmen zu Elementen des Zellskeletts Kontakt auf.

Die zeitliche Abfolge der Mitose wird durch einen Kontrollmechanismus – den mitotischen Checkpoint – reguliert. Dieser verzögert die Einleitung der Anaphase, solange es noch Kinetochoren gibt, die noch nicht bipolar von beiden Seiten der mitotischen Spindel her angeheftet sind.
Die meisten tierischen Zellen organisieren den Spindelapparat mithilfe von Zentrosomen. Ein Zentrosom besteht aus einem Paar Zentriolen; für die Kernteilung werden zwei Zentrosomen gebraucht, die jeweils die polaren  Organisationszentren für Mikrotubuli darstellen (englisch microtubule organizing center, MTOC). Noch in der Interphase eines Zellzyklus wird daher jede der beiden Zentriolen des einen als Zentralkörperchen vorliegenden Zentrosoms verdoppelt und danach das Zentrosom geteilt. Zu Beginn der Prophase einer Mitose werden dann Mikrotubuli gebildet, welche die zwei Zentrosomen je in entgegengesetzte Bereiche der Zelle schieben – als die beiden Pole der Spindel.
Jedes Zentriolenpaar oder Zentrosom eines Pols ist umgeben von einer Matrix, von der Mikrotubuli strahlenförmig ausgehen. Besondere Bindungsstellen für die auswachsenden Mikrotubuli sind an den Kinetochoren des Zentromers eines Chromosoms zu finden (die bei Chromosomen mit „diffusem“ Zentromer auch weiter verteilt sein können). Die Wanderung von angehefteten und geteilten Chromosomen zu den Polen der Kernspindel hin bedarf eines leitenden Gerüstes von Spindelfasern. Dessen Aufbau wird eingerichtet und ausgearbeitet durch Interaktionen zwischen Kinetochor-, polaren und astralen Mikrotubuli. Letztere können zu membrannahen Zytoskelettanteilen des Zellkortex in Kontakt stehen. Die eigentliche Translokation von Chromosomen wird durch verschiedene Motorproteine vermittelt, u. a. Kinesine, die an Kinetochoren gebunden auf den Mikrotubuli wandern. Nach bisherigen Erkenntnissen wird dabei sowohl gezogen wie auch geschoben.
In der Telophase der Mitose wird die Kernspindel schließlich abgebaut. Bei Pflanzenzellen sammeln sich die Mikrotubuli im Bereich des Phragmoplasten, von wo aus nun die Organisation eines Interphase-Zytoskeletts und der neuen Zellwand beginnt. Die Mikrotubuli liegen dabei in der Phragmoplastenebene in engster Nachbarschaft zu den Mikrofilamenten.